# Civilization III: Play the World
Sid Meier's Civilization III: Play the World (abreviado Civilization III: Play the World o Civ3PtW) es la primera expansión de la tercera entrega de la serie de videojuegos de estrategia por turnos Civilization, desarrollada por Firaxis Games y distribuida por Infogrames. Esta expansión fue lanzada al mercado el 29 de octubre de 2002 en América del Norte, y el 21 de febrero de 2003 en Europa.

## Cambios
Play the World incluye la opción de juego en modo multijugador, con la característica principal de que es posible jugarlo en tiempo real y no mediante largos lapsos de tiempo entre turnos como en las anteriores versiones. Además trae nuevas unidades y construcciones, e incluye dos nuevos modos de juego: Regicidio y Eliminación. Para el modo de regicidio existe un nuevo tipo de unidad, el rey o la reina de cada civilización, y el objetivo de la partida consiste en destruir al rey enemigo.

### Civilizaciones
Play the World incorpora un total de ocho civilizaciones nuevas para las partidas, haciendo un total de 24. Cada una de ellas incluye su líder y unidad únicas. Son las siguientes:
| Civilización | Unidad única         | Líder          | Capital   |
| ------------ | -------------------- | -------------- | --------- |
| Arabia       | Guerrero ansar       | Abu Bakr       | La Meca   |
| Cartago      | Mercenario numidiano | Aníbal         | Cartago   |
| Celtas       | Espadachín galo      | Breno          | Entremont |
| Corea        | Hwacha               | Wang Kon       | Seúl      |
| España       | Conquistador         | Isabel I       | Madrid    |
| Otomanos     | Sipahi               | Osmán I        | Estambul  |
| Vikingos     | Berserker            | Ragnar Lodbrok | Trondheim |
| Mongolia     | Keshik               | Gengis Kan     | Karakórum |